# Prinsbisdom Lebus
Het prinsbisdom Lebus (Duits: Bistum Lebus; Pools: Diecezja lubuska) was een prinsbisdom binnen het Heilige Roomse Rijk, dat bestond tussen 1133 en 1598. Het (kerkelijke) bisdom besloeg gebieden aan beide zijden van de rivier de Oder, terwijl het sticht een klein gebied links van de rivier omvatte rond de stad Lebus.

## Geschiedenis
Hertog Bolesław III van Polen stichtte in 1123/4 het bisdom Lebus, dat deel uitmaakte van de kerkprovincie Gnesen. Sinds 1138 was de stad Lebus bezit van het hertogdom Silezië, waarna het in het begin van de dertiende eeuw (1217) aan Polen kwam. In het verdrag van Liegnitz van 1250 werd de stad aan het aartsbisdom Maagdenburg en het markgraafschap Brandenburg afgestaan, waardoor het een condominium werd. Na 1287 had Maagdenburg geen aandeel meer.
In 1354 komt de bisschop in het bezit van de stad. Omdat de meeste bezittingen van het bisdom in Polen en Silezië lagen, leverde het bezit van Lebus in Brandenburg politieke spanningen op. Deze spanningen waren de oorzaak van het verleggen van de kathedrale zetel in 1276 naar Göritz. Na een vergelijk met de markgraaf van Brandenburg werd de zetel in Lebus in 1354 vernieuwd. Troepen van keizer Karel IV verwoestten in 1373 de bisschopszetel in Lebus, waarna ze werd verlegd naar Fürstenwalde. In deze periode (midden veertiende eeuw) verloor de bisschop zijn rijksvrijheid en kwam onder de landshoogheid van Brandenburg.
Sinds 1424 behoorde het bisdom tot de kerkprovincie Maagdenburg.
Vanaf 1555 werd het bisdom protestants bestuurd en in 1571 definitief geseculariseerd. Het domkapittel werd opgeheven en de landgoederen bij de Brandenburgse domeinen gevoegd. 

## Regenten
- 1133-1141: Bernhard
- 1148-1158: Stephan
- 1180- ?  : Gaudentius
- ?   -1189: Przeclaw
- 1193     : Arnold, abt van Mogilno
- 1199-1201: Cyprian
- 1201-1233: Laurentius
- 1233-1244: Hendrik
- 1248-1250: Nanker
- 1252-1273: Willem
- 1274-1284: Willem
- 1284-1299: Koenraad
- 1300-1307: Johan
- 1308-1313: Frederik
- 1316-1345: Stephan
- 1345-1352: Apeczko van Frankenstein
- 1353-1366: Hendrik van Bentsch (Bancz)
- 1366-1375: Peter I van Oppeln
- 1375-1382: Wenzeslaus, hertog van Liegnitz
- 1383-1392: Johan van Kittlitz
- 1392-1397: Johan Mraz
- 1397-1418: Johan van Borschnitz
- 1420-1423: Johan van Waldow
- 1423-1424: Johan van Waldow
- 1424-1436: Christoph van Roterhan
- 1437-1439: Peter van Burgsdorff
- 1440-1443: Koenraad van Kron
- 1443-1455: Johan van Dehr
- 1455-1483: Frederik III Sesselmann
- 1484-1486: Liborius van Schlieben
- 1487-1490: Lodewijk van Burgsdorff
- 1490-1523: Diederik van Bülow
- 1524-1550: Georg van Blumenthal (1524-1550: bisschop van Ratzeburg)
- 1550-1555: Johan VIII Horneburg
- 1555-1598: Joachim Frederik van Brandenburg (1553: bisschop van Havelberg; 1566: aartsbisschop van Maagdenburg; 1571: bisschop van Brandenburg; 1598: keurvorst van Brandenburg)